# Antizipatorische Koartikulation
|                                          | Dieser Artikel wurde im Portal Linguistik zur Verbesserung eingetragen. Als Begründung wurde angegeben: „Begriffsherkunft wird nicht ordentlich erläutert: WP:OmA-Test nicht bestanden. Ohne Quellen, bitte prüfen --JARU Sprich Feedback? 19:08, 20. Nov. 2009 (CET)“. Hilf mit, ihn zu bearbeiten, und beteilige dich an der Diskussion! |
| Vorlage:Portalhinweis/Wartung/Linguistik | |

Der Begriff antizipatorische Koartikulation (engl. anticipatory coarticulation) ist ein Begriff aus der Phonetik und beschreibt das Phänomen, dass Merkmale eines bestimmten Lautes vor seinem eigentlichen Auftauchen in einer Kette von Lauten artikuliert werden.

## Überblick
Antizipatorische Koartikulation befasst sich mit einem Phänomen, welches bei der Aussprache bestimmter Ketten von Lauten (wie zum Beispiel Wörtern und/oder Silben) zu beobachten ist. Dabei werden bestimmte Eigenschaften eines Lautes (Merkmale), welcher innerhalb der Kette von Lauten liegt, bereits zum Beginn der Lautkette realisiert. Die antizipatorische Koartikulation ist ein Spezialfall der Assimilation.

## Begriff
Der Begriff antizipatorische Koartikulation setzt sich aus den Bestandteilen antizipatorisch und Koartikulation zusammen. 
Antizipatorisch (von lat. anticipare „vorwegnehmen“) bedeutet allgemein, dass eine Information vor ihrem eigentlichen Auftauchen vorweggenommen wird.
Der Begriff der Koartikulation (von lat. con „zusammen“ und articulare „deutlich aussprechen“) bedeutet in der Phonetik, dass zwei oder mehrere Laute gleichzeitig realisiert werden. Ferner unterscheidet man partielle von vollständiger Koartikulation. Bei vollständiger Koartikulation werden alle Merkmale verschiedener Laute zum gleichen Zeitpunkt realisiert, bei partieller Koartikulation wird entweder ein Laut vollständig, der andere nur in einigen Merkmalen, oder beide Laute nur unvollständig realisiert. In der hier intendierten Bedeutung ist meist die partielle Koartikulation gemeint, wobei ein vollständig artikulierter Laut um einzelne Merkmale eines anderen Lautes angereichert wird.
Der zusammengesetzte Begriff bedeutet daher so viel wie: Ein Laut wird artikuliert, dieser ist jedoch um Merkmale eines anderen Lautes angereichert, welcher in der insgesamt betrachteten Kette von Lauten erst später auftaucht.

## Bedeutung
Das Phänomen der antizipatorischen Koartikulation ist vor allem für die theoretische Sprachwissenschaft und die automatische Sprachverarbeitung von Bedeutung.

### Phonetik/Phonologie
Aus linguistischer Perspektive ist das Auftreten von artikulatorischer Koartikulation ein direkter empirischer Beleg für die Zerlegbarkeit von Lauten in kleinere, distinktive Merkmale. Man geht in der Theorie davon aus, dass Laute an sich zeitlich begrenzte Merkmalsbündel sind. Zwei Laute unterscheiden sich demnach darin, aus welchen Merkmalen sie zusammengesetzt sind. Diese Merkmale können artikulatorischer oder abstrakter Natur sein. Beispiele für phonetisch motivierte Merkmale sind Ortsmerkmale (an welcher Stelle befindet sich die Zunge bei der Artikulation des Lautes) oder das Merkmal der Stimmhaftigkeit (bewegen sich die Stimmbänder bei der Artikulation des Lautes oder nicht). Ein Beispiel für ein eher abstraktes Merkmal wäre das der Sonorität, welches beschreibt, ob ein Laut eher ein Geräusch [– sonorantisch] oder eher ein Klang ist [+ sonorantisch]. Die Tatsache, dass es das Phänomen der antizipatorischen Koartikulation gibt, wird daher als Argument für diese Zerlegbarkeit von Lauten auch auf phonetischer Ebene interpretiert.

### Computerlinguistik
Antizipatorische Koartikulation stellt vor allem die automatische Spracherkennung vor große Schwierigkeiten.

## Beispiel
Spricht man zum Beispiel das Wort Glück aus, so sind die Lippen schon bei der Artikulation des Anfangsbuchstabens gerundet, was vom nachfolgenden ü herrührt. Phonologisch ist das so zu erklären, dass der Laut ein Merkmal trägt, welches besagt, dass der Vokal mit gerundeten Lippen gebildet wird. Dieses Merkmal wird auf die vorangehenden Laute übertragen, man nimmt die Rundung der Lippen bei der Artikulation des Vokals also vorweg, bevor der eigentliche Träger des Merkmals (nämlich das ü) auftaucht.
Vergleicht man die Rundung der Lippen mit einem Wort wie Glanz, sind diese am Anfang des Wortes nicht gerundet, da der Vokal a das Merkmal, welches die Rundung der Lippen erzwingt, nicht hat.